# Friedrich Sello
Friedrich Sello, spätestens 1814 Umbenennung in Friedrich Sellow, selten Frederick Sellow oder Frederico Sellow, in botanischen Schriften latinisiert Selovius (getauft 12. März 1789 in Potsdam; † Oktober 1831 im Rio Doce in Brasilien) war ein preußischer Gärtner, Pflanzenjäger und Naturforscher in Südamerika. Er war einer der ersten wissenschaftlichen Erforscher der Flora Brasiliens. Sein offizielles botanisches Autorenkürzel lautet „Sellow“; früher war auch das Kürzel „Sello“ in Gebrauch, welches aber zu Hermann Sello gehört.

## Leben und Werk

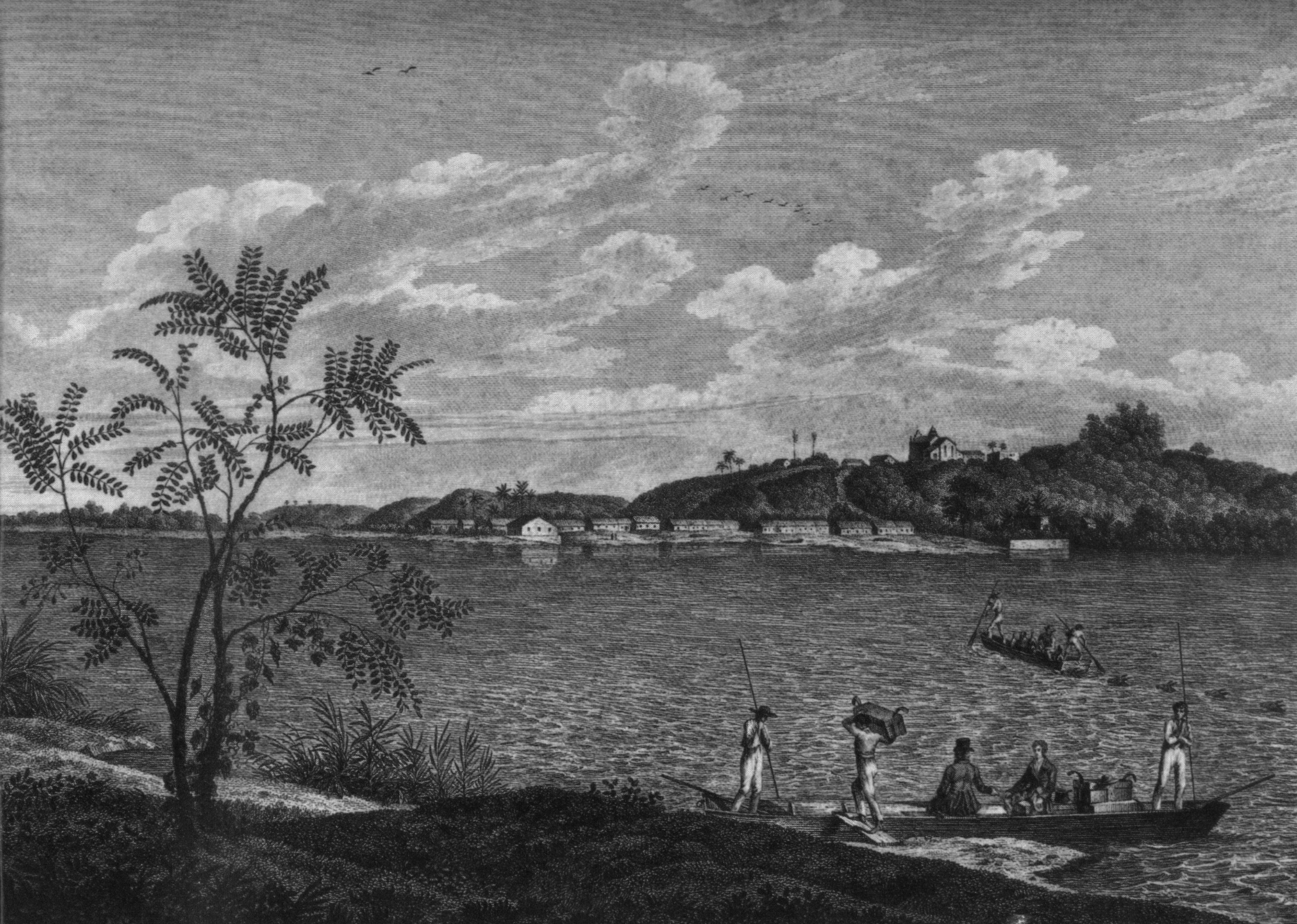
Eigenes Werk – Landschaft bei Bahia

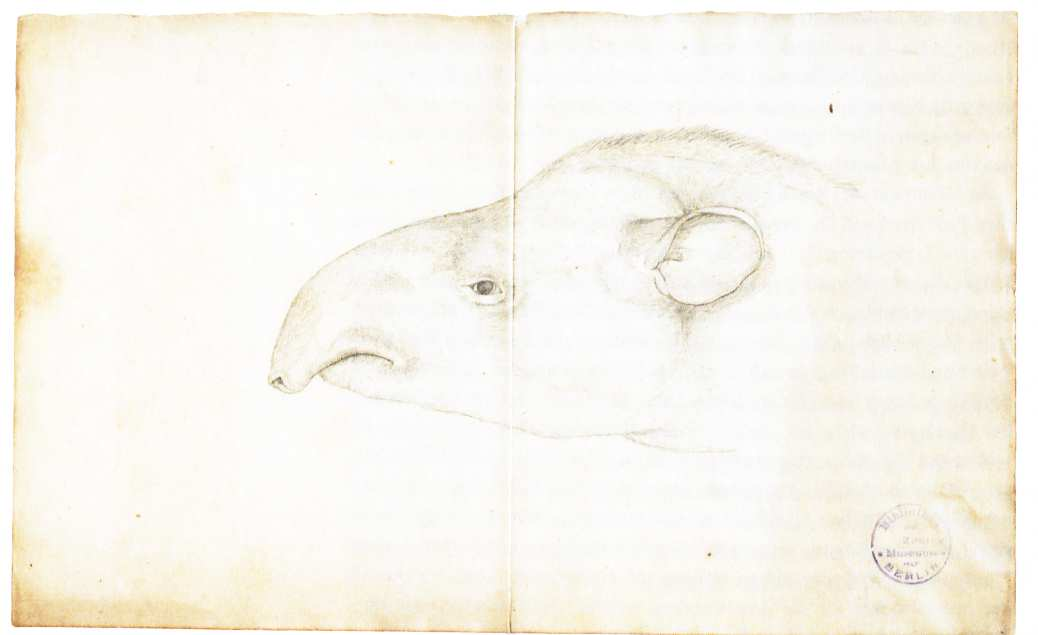
Flachlandtapir

Friedrich Sello war ein Spross der bekannten preußischen Hofgärtner-Dynastie Sello. Er wurde im Jahr 1789 in Potsdam geboren, als ältester Sohn des königlichen Hofgärtners im Marlygarten von Sanssouci, Carl Julius Samuel Sello und dessen Ehefrau Friederike Wilhelmine Albertine, geb. Lüder, ältester Tochter des königlichen Hofküchenmeisters Johann August Lüder.

### Jugend und Ausbildung
Zunächst erlernte er bei seinem Verwandten Wilhelm Sello, Leiter der Baumschule des Königlichen Gartendirektors Johann Gottlob Schulze in Potsdam-Sanssouci, den Gärtnerberuf und war unter Carl Ludwig Willdenow Gärtnergehilfe am Botanischen Garten in Berlin.
Im Anschluss studierte er ab 1810 Botanik in Paris und London. Er hörte Vorträge von Georges Cuvier und Jean-Baptiste Lamarck und arbeitet am Jardin des Plantes. Im folgenden Jahr reiste er mit Empfehlung und finanzieller Unterstützung von Alexander von Humboldt in die Niederlande und nach England und kam mit den bedeutendsten Botanikern seiner Zeit zusammen.

### Forschungsreisen durch Brasilien
Wegen des Krieges mit Frankreich war Sello daran gehindert, auf das europäische Festland zurückzukehren. Daher nahm er eine Einladung des russischen Konsuls Baron von Langsdorff, damals Diplomat in Rio de Janeiro, zur Teilnahme an einer wissenschaftlichen Expedition in Brasilien an. Nach ausführlichen Vorbereitungen und finanziert durch britische Botaniker, segelte er 1814 nach Rio de Janeiro (Ankunft 12. März). Seinen Familiennamen änderte er spätestens ab da in „Sellow“.
In Brasilien wurden er und seine Kollegen durch die portugiesische Kolonialregierung wohlwollend empfangen und bekamen bald sogar ein großzügiges jährliches Gehalt als beamteter Naturwissenschaftler. Sellow erlernte die portugiesische Sprache und führte zuerst kleinere Exkursionen in der Umgebung von Rio de Janeiro durch. Dabei begleitete er zunächst, von 1815 bis 1817, eine Expedition, die von dem deutschen Prinz Maximilian zu Wied-Neuwied angeführt wurde und der des Weiteren der Vogelkundler Georg Wilhelm Freyreiss angehörte. Beide waren ebenfalls durch Langsdorff nach Brasilien gelangt. Sellow und Freyreiss begleiteten die Expedition von Prinz Maximilian nur auf einem Teilstück bis Caravelas (im heutigen Bundesstaat Bahia). Sellow sammelte viele Fundstücke, die er nach London schickte. Eine der Pflanzen, die er entdeckte, war der Feuersalbei, der als Sommerblume sehr bekannt geworden ist.
Da er seither von Preußen finanziert wurde, konnte Sellow an zahlreichen weiteren Expeditionen nach Südbrasilien und Uruguay in den folgenden elf Jahren teilnehmen. In diesen Expeditionen reiste er in bisher unerforschte Regionen des Landes (Flussniederung des Rio Doce, São Leopoldo (Rio Grande do Sul) u. a.), sammelte tausende Pflanzen, Samen, Proben tropischer Hölzer, Insekten und Mineralien und schickte sie an botanische Gärten in Brasilien, Portugal, England und Deutschland. Insgesamt sollen es sagenhafte ca. 12.000 Pflanzen bzw. Samen, 5.000 Vögel, 110.000 Insekten und 2.000 Mineralien und Gesteine sein. Unter den Samenproben südamerikanischer Blütenpflanzen waren zwei neue Arten, die heute äußerst populäre Sommerpflanzen sind, die Begonie (Begonia semperflorens) und die weiße Petunie (Petunia axillaris). In einer seiner ethnographischen Expeditionen, begleitete Sellow den Diplomaten Ignaz von Olfers, der später der erste Generaldirektor der Königlich-Preußischen Museen wurde.
Er verfasste auch den ersten Leitfaden für Einwanderer nach Brasilien.

### Tod und Erinnerung
Im Oktober 1831 ertrank Sellow, nur 42 Jahre alt, bei der Durchquerung des Rio Doce, als sein Kanu gegen die Felsen des Cachoeira Escura (Dunkler Wasserfall) prallte.
Seine vielseitige Begabung und sein reicher Beitrag zum botanischen Wissen über die brasilianische Flora blieben bis vor kurzem vergessen. Seit 1954 trägt die „Sellowia“, ein botanisches Journal, das in Itajaí (Bundesstaat Santa Catarina, Brasilien) herausgegeben wird, seinen Namen. Eine seinem Todesort nahegelegene brasilianische Bahnstation (Belo Oriente) der Linie Belo Horizonte – Vitória trägt seit 1961 ihm zu Ehren den Namen „Frederico Sellow“.

## Schriftlicher Nachlass
Sello war einer der wichtigsten Naturforscher seiner Epoche. Ein großer Teil seines Wirkens ist in seinem handschriftlichen Nachlass dokumentiert. Im Museum für Naturkunde in Berlin werden insgesamt 71 Reisetagebücher und 26 Exkursionsberichte aus den Jahren 1818 bis 1831 aufbewahrt. Seit 2011 widmet sich dort ein von der Fritz Thyssen Stiftung gefördertes Forschungsprojekt der Transkription der Manuskripte, um die Aufzeichnungen Friedrich Sellos zu entziffern.
- Hanns Zischler, Sabine Hackethal, Carsten Eckert und das Museum: Die Erkundung Brasiliens. Friedrich Sellows unvollendete Reise, Galiani, Berlin 2013, ISBN 978-3-86971-075-4.[3]

## Nach Friedrich Sellow benannte Pflanzen und Tiere

### Pflanzen (Auswahl)
Die Pflanzengattungen Selloa Spreng. aus der Familie der Korbblütler (Asteraceae), Sellowia Roth ex Roem. & Schult. aus der Familie der Weiderichgewächse (Lythraceae) und Sellocharis Taub. aus der Familie der Hülsenfrüchtler (Fabaceae) sind ihm zu Ehren benannt. Kunth, der wie Sprengel die Gattung Selloa beschrieb, erklärte seine Benennung in Lateinisch so: „Genus dicatum viro amicissimo, C. Sello, peregrinatori germano, Brasiliam adhuc lustranti, qui herbaria hortosque botanicos plantis exquaesitis mirabiliter auxit.“
Bekannte, von Sello gesammelte oder nach Sello, zumindest ursprünglich, benannte Pflanzenarten:
- Pampasgras – Cortaderia selloana (J.A. & J.H. Schultes) Aschers. & Graebn.
- Feuersalbei – Salvia splendens Sellow ex Roemer & J. A. Schultes (Salvia splendens Sello ex Nees)
- Brasilianische Guave, Ananasguave – Feijoa sellowiana (O.Berg) O.Berg, syn.: Acca sellowiana (O.Berg) Burret
- Eisbegonie – Begonia semperflorens Link & Otto
- Weiße Wildpetunie – Petunia axillaris (Lam.) Britton. Sterns & Poggenb.
- Baumfreund – Philodendron scandens K. Koch & Sello
- Zotteliger Philodendron – Philodendron selloum K.Koch
- Grüner Pfefferbasilikum, Grüner Paprikabasilikum – Ocimum selloi Benth.
- Zimmerahorn – Abutilon sellovianum Regel
- Litschitomate, Raukenblättriger Nachtschatten – Solanum sisymbriifolium Lam.
- Parodia sellowii (Link & Otto) D.R.Hunt

Nach Sello benannten Pflanzen sind häufig schon an folgenden Namensbestandteilen erkennbar:
selloi, sellovii, selloviana, sellovianum, sellovianus, sellowianum, sellowianus, sellowii, selloanus usw. Beachte: Einige sind aber nach einem anderen Mitglied der Gärtnerfamilie, Hermann Sello, benannt.

### Tiere
- Testudinites sellowi (Weiss, 1830), eine fossile Galápagos-Riesenschildkröte des Pleistozän, gefunden von Sellow 1830 in Uruguay.

## Archive und Quellen
- Der „International Plant Names Index“ (IPNI), in dem zurzeit allerdings erst ein kleiner Bruchteil der in Harvard vorhandenen Arten erfasst ist, weist 11 nach „Sellow“ benannte Arten aus (Stand April 2006) , sowie 171 verschiedene nachweislich von ihm gesammelte Arten .

- Der Nachlass von Friedrich Sello, incl. vieler zoologischer Präparate, völkerkundlicher Zeichnungen und seiner Reiseaufzeichnungen in 70 Notiz- und Skizzenheften, befindet sich heute im Naturkundemuseums Berlin („Historische Arbeitsstelle“, avifaunistische Präparate im „Institut für Systematische Zoologie“). Aufgearbeitet wurde dieses Material bisher – außer 1823 von Heinrich Lichtenstein in relativ unbefriedigender Art – fast nicht.
- Teile der Sammlungen von Sellow befinden sich auch im Ethnologischen Museum in Berlin.

- Der „Harvard University Herbaria – Index of Botanists“ weist für Berlin ca. 10.000 (allerdings weitgehend zerstörte) Herbarbelege von Friedrich Sello nach, mit Hinweisen auf weitere Bestände in weltweit drei Dutzend Herbarien .

- In der „Botanischen Staatssammlung der Universität München“ werden mehrere Belege aus Aufsammlungen von Friedrich Sello aufbewahrt. Ein Teil davon (unbekannte Anzahl von Gefäßpflanzen-Belegen aus Österreich-Ungarn und Brasilien) stammt aus dem 1849 angekauften privaten Herbar von Zuccarini (* 1797; † 1848; 2. Konservator an Herbar und Garten), der sie wohl direkt von seinem Zeitgenossen Sello bekam. Ein weiterer Teil (7 Belege aus Brasilien; Zugang 1891) stammt aus dem Botanischen Museum / Botanischen Garten Berlin-Dahlem. Quelle: Collectors Index Herbarium
- Das „Pringle Herbarium“ der „University of Vermont's Research Plant Collection“ hat aus einem Duplikat-Austausch mit dem Herbarium des Botanischen Gartens in Berlin-Dahlem mehrere tausend Blütenpflanzen-Belege erhalten. Dieser Bestand ist heute von großer Bedeutung, da der Bestand in Dahlem im Zweiten Weltkrieg vernichtet wurde.
- Das Naturhistorische Museum Wien, 1. Zoologische Abteilung – Vogelsammlung, besitzt Präparate aus Sammlungen von Friedrich Sello

- 1834 bis 1849 veröffentlichte Sir Joseph Paxton in seinem mehrbändigen Magazine of Botany unter anderem auch einige Darstellungen nach Friedrich Sellow benannter Pflanzen.

- Das „Darwin Correspondence Project“ listet Friedrich Sellow als mit Charles Darwin korrespondierende Person .

- Im Archiv des Brasilianischen Nationalmuseums befinden sich einige Briefe von Friedrich Sellow .
- Im brasilianischen „Museu Imperial“, nördlich von Rio de Janeiro, existieren Friedrich Sellow zugeschriebene Zeichnungen.